# Formula Le Mans
Formula Le Mans är en enhetsserie inom sportvagnsracing. Serien startades 2009 av Automobile Club de l'Ouest, som organiserar Le Mans 24-timmars, och den franska tävlingsbilstillverkaren Oreca. Serien är avsedd att ge unga talangfulla förare en chans att testa sportvagnsracing och att ge privata team ett någorlunda ekonomiskt alternativ att tävla med Le Mans Prototyper. 
Bilarna använder Orecas LMP2-chassi och är försedda med V8-motor från Chevrolet Corvette.
Den första säsongen, 2009, kördes en separat Formula Le Mans Cup som supportklass till Le Mans Series. Cupen bestod av kortare entimmesrace. Till 2010 utökades serien och Formula Le Mans-bilarna kör hela långdistanslopp, tillsammans med övriga klasser i europeiska Le Mans Series och i American Le Mans Series.

## Säsonger
| Säsong | Mästare                       | Tvåa          | Trea                 |
| ------ | ----------------------------- | ------------- | -------------------- |
| 2009   | Nicolas Verdonck              | Gavin Cronje  | Mathias Beche        |
| 2010   | Andrea Barlesi Gary Chalandon | Steve Zacchia | Alessandro Cicognani |